# Stratiomys
Genre
Stratiomys (du grec στρατιώτης - soldat. Μυια - mouche), est un genre d'insectes diptères brachycères de la famille des Stratiomyidae. Ces mouches au corps aplati, évoquant superficiellement l'aspect de guêpes ou d'abeilles, s'observent souvent butinant les fleurs d'apiacées (ombellifères).

## Liste d'espèces
En Europe, d'après Fauna Europaea (10 févr. 2015) :
- Stratiomys cenisia
- Stratiomys chamaeleon
- Stratiomys concinna
- Stratiomys equestris
- Stratiomys hispanica
- Stratiomys longicornis
- Stratiomys potamida
- Stratiomys rubricornis
- Stratiomys ruficornis
- Stratiomys singularior
- Stratiomys validicornis

En Amérique, d'après ITIS (10 févr. 2015), beaucoup d'espèces sont aussi connues.